# Gunung Aleu Kuyun
Gunung Aleu Kuyun är en kulle i Indonesien.   Den ligger i provinsen Aceh, i den västra delen av landet, 1 700 km nordväst om huvudstaden Jakarta. Toppen på Gunung Aleu Kuyun är 55 meter över havet.
Terrängen runt Gunung Aleu Kuyun är platt, och sluttar söderut.Runt Gunung Aleu Kuyun är det ganska tätbefolkat, med 58 invånare per kvadratkilometer. I omgivningarna runt Gunung Aleu Kuyun växer i huvudsak städsegrön lövskog.